# 東涌小炮台

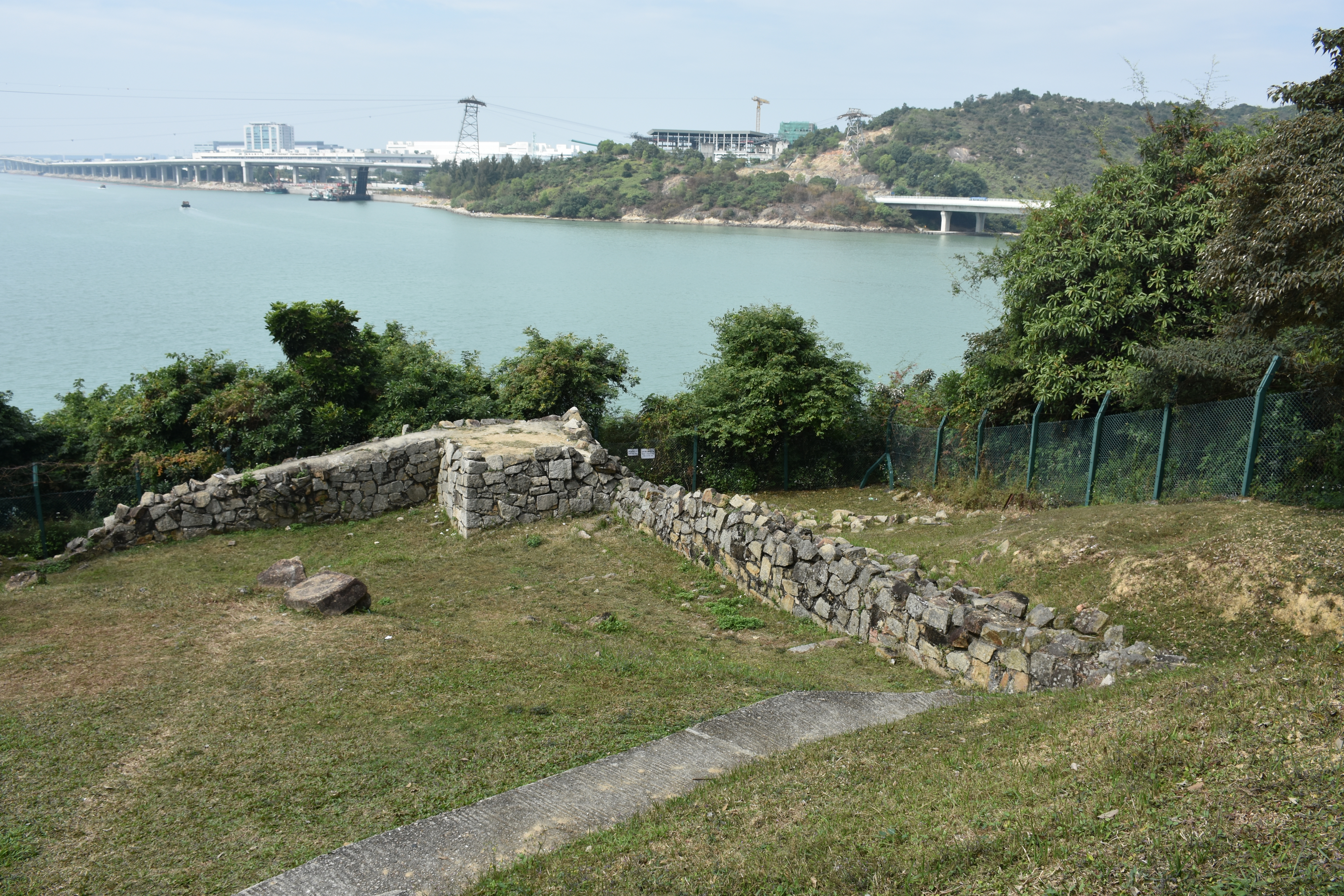
東涌小炮台

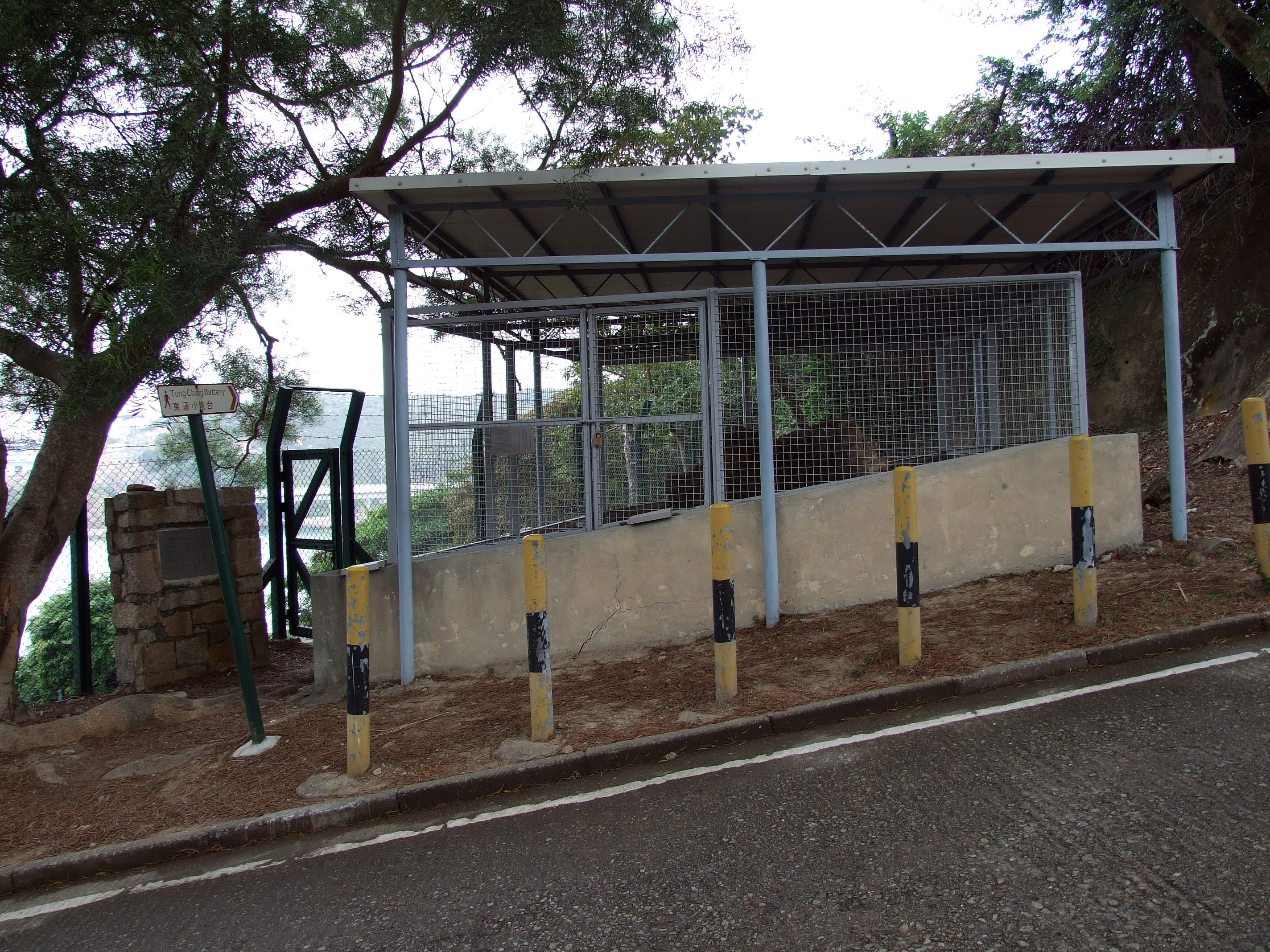
赤鱲角虎地灣灰窰

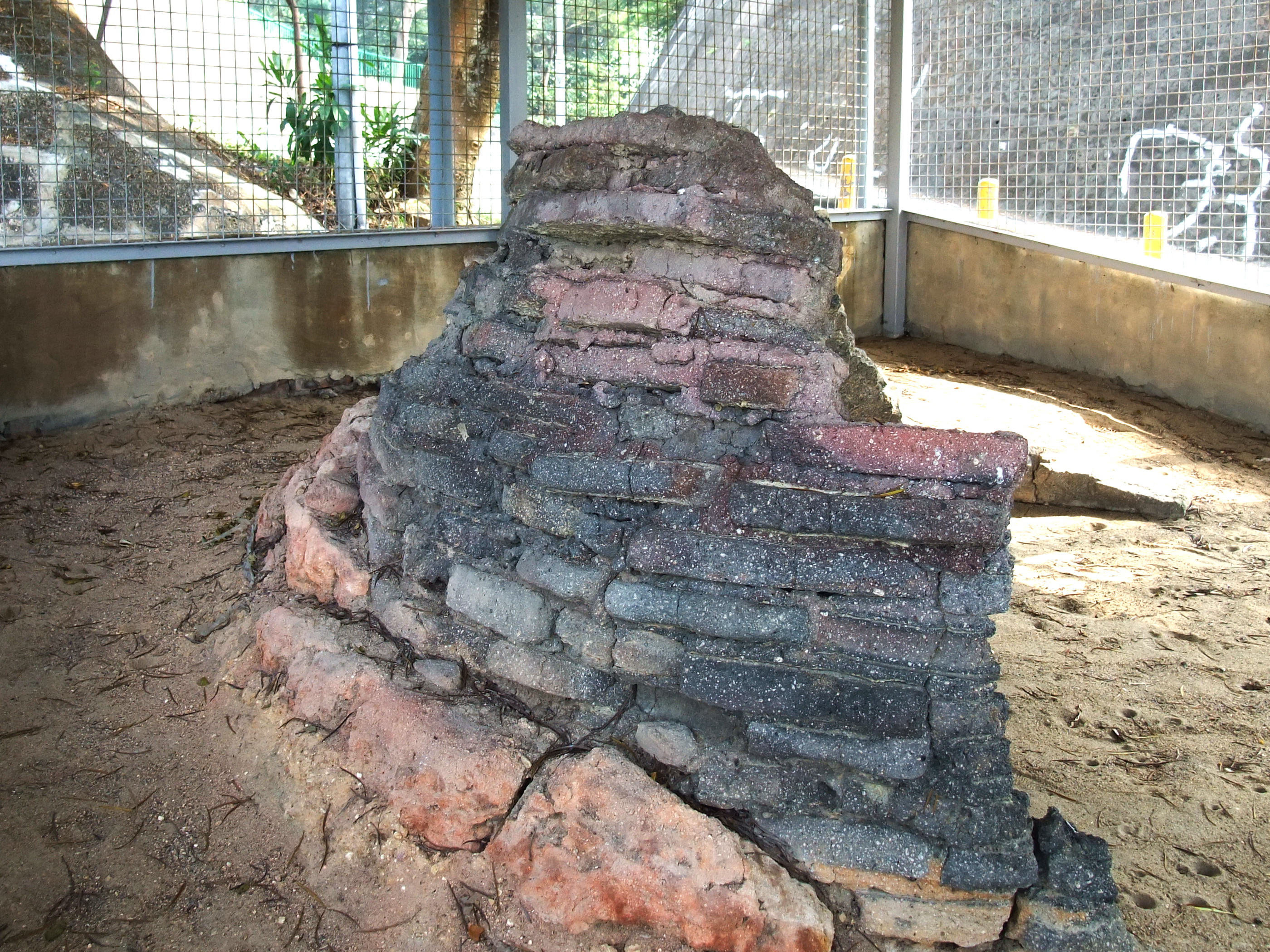
被遷移至東涌小炮台旁的赤鱲角虎地灣灰窰遺跡

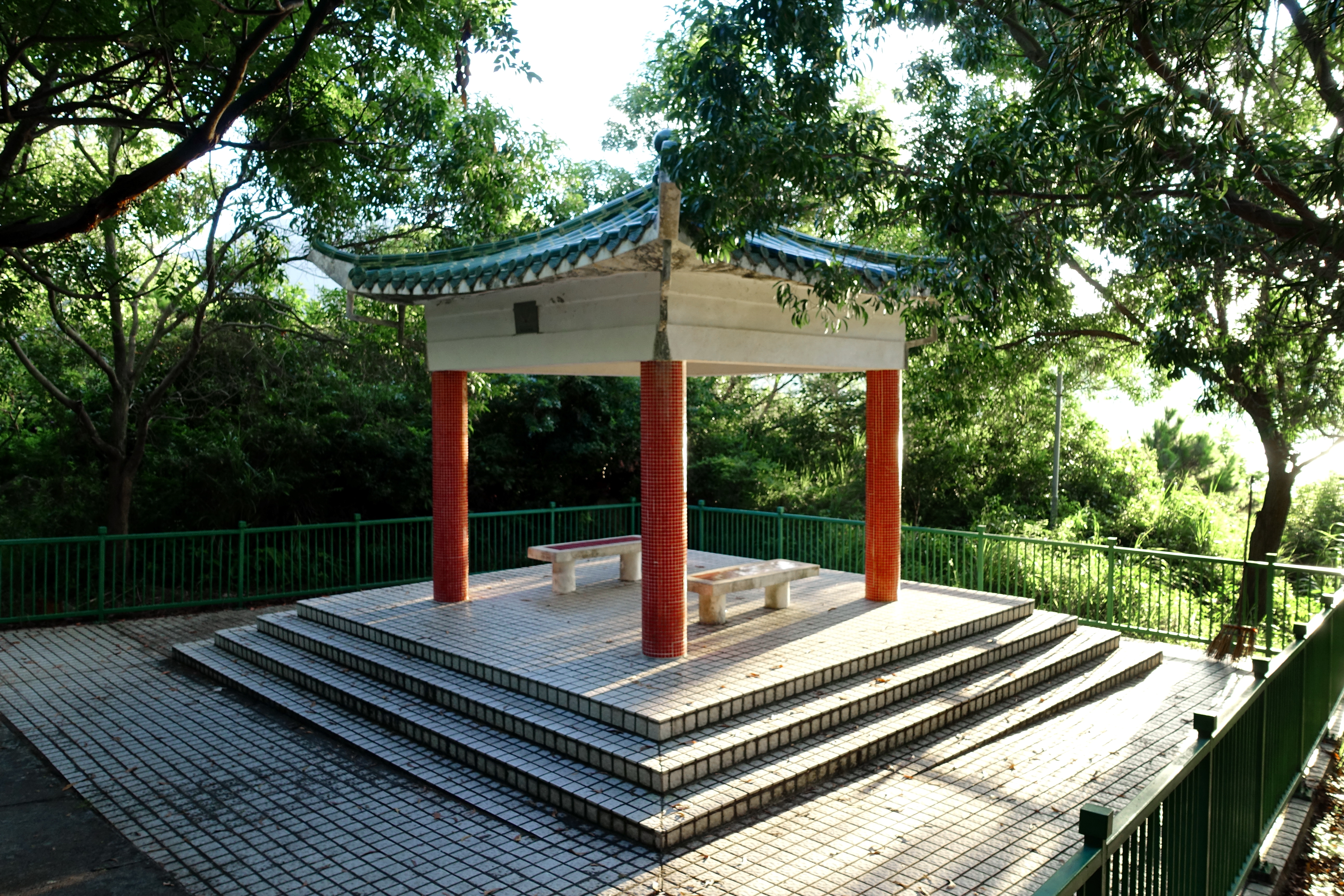
由順東路通往東涌小炮台小徑上的觀景亭

東小炮台（英語：Tung Chung Battery）是香港以前的一個炮台陣地，位於新界離島區大嶼山東涌碼頭附近，現時已被列入香港法定古蹟。古時，東涌小炮台及東涌炮台互相照應，與屯門隔岸相對，扼守大嶼山北岸，保衛珠江口岸，但赤鱲角於1990年代建了香港國際機場後這炮台已較難與屯門直接相望。
小炮台建於清朝嘉慶22年（1817年），牆身為花崗岩砌成，有兩座砲台，並有7間兵房及1間火藥局，但現時只剩下一個護牆。

## 發現
1980年，當局在東涌碼頭附近發現一被矮樹叢遮蓋的廢壘遺址，當樹叢清除後，兩堵成曲尺的圍牆及一處可供放置大炮的平台便顯現出來。它的位置跟方志記載的東涌口石獅山炮台相當接近，故被認為是該兩個炮台的其中一支。炮台用麻石建造，棄用後原本尚維持完整，其後因為附近的「馬灣涌橋」崩塌，有僧人就地取材，拆毀大部分炮台取用麻石修復馬灣涌橋，命名為「彌勒橋」。

## 灰窰
東涌小炮台附近有一座唐代灰窰遺址，原位於赤鱲角虎地灣岸邊，於1960年代被發現。為避免受發展新機場工程影響，於1991年由註港啹喀工程軍團（Gurkha Engineers）協助整個從赤鱲角搬遷到東涌，原座灰窰遺址體積過大，東涌碼頭不勝負荷，需先用船運往梅窩，再用車運返東涌安置。

## 資料來源
1. ↑  . 香港電台網站.   [2011-08-24]. （原始内容存档于2016-09-25）.

## 外部連結
- 古物古蹟辦事處：東涌小炮台 （页面存档备份，存于）